# چوجو-هیمه
چوجو-هیمه (به ژاپنی: 中将姫, Chūjō-hime); ۱ ژانویهٔ ۰۷۵۳ – ۱ ژانویهٔ ۰۷۸۱) سیاستمدار دختر فوجیوارا نو تویوناری اهل ژاپن بود.